# النادي الرياضي الصفاقسي (كرة السلة)
النادي الرياضي الصفاقسي لكرة السلة (بالفرنسية: Club sportif sfaxien (basket-ball))‏، هو نادي كرة سلة تونسي للمحترفين تأسس في سنة 1928 يقع مقره في مدينة صفاقس في تونس. ينافس في بطولة تونس لكرة السلة للرجال وبطولة تونس لكرة السلة للسيدات، الدرجة الأعلى للدوري في تونس، وحقق اللقب المحلي تسعة عشر مرة في فئة السيدات، و يمثل تونس في المنافسات القارية والدولية.

## سجل ألقاب النادي لكرة السلة
فريق السيدات :
- البطولة التونسية للسيدات  ★ (19) : 1992، 1997، 1998، 1999، 2001، 2002، 2003، 2004، 2005، 2006، 2007، 2010، 2011، 2012، 2013، 2014، 2015، 2016، 2019.
- كأس تونس للسيدات  (7) : 1998، 2002، 2005، 2006، 2007، 2009، 2013.
- كأس السوبر للسيدات  (2) : 2014، 2018.
- البطولة العربية للأندية سيدات  (2) : 1999، 2000.

♦ الدور النهائي  (3) : 1998، 2007، 2017.

## وصلات خارجية
- صفحة النادي الرياضي الصفاقسي لكرة السلة على موقع كوووة.
- الموقع الرسمي للجامعة التونسية لكرة السلة.